# Boeckella michaelseni
Boeckella michaelseni is een eenoogkreeftjessoort uit de familie van de Centropagidae. De wetenschappelijke naam van de soort is voor het eerst geldig gepubliceerd in 1901 door Mrázek.